# Chaemwase
Chaemwase (1285 v.Chr. — 1224 v.Chr.) was de vierde zoon van farao Ramses II. Tijdens zijn leven was hij zowel hogepriester van Ptah als onderzoeker naar de vroegere geschiedenis van het Egyptisch koninkrijk. Zijn naam wordt ook getranslitereerd als Khamwese, Khaemwese, Khaemweset en Khaemwise.

## Carrière
Als vierde zoon van farao Ramses II, bij een van zijn belangrijke vrouwen, Isnofret, was hij voorbestemd om een belangrijke functie in de toplaag van de Egyptische samenleving. In de hoedanigheid van priester van de god Ptah, en later hogepriester, in 1255 v.Chr., werd hij door zijn vader belast met het organiseren van het Sed-feest. Naast deze, vooral ceremoniële, verplichtingen, waarbij hij de oude cultussen in ere herstelde, onderzocht hij ook de geschiedenis van Egypte, waarbij hij de glorieuze daden van vroegere heersers in relatie bracht met de verwezenlijkingen van zijn vader. Hiervoor, en door zijn (hoge)priesterschap, had hij toegang tot de beste bibliotheken van Egypte, iets waar hij, naar eigen zeggen, veel plezier uithaalde.

## Egyptoloog
Als hogepriester van Ptah was hij gestationeerd in Memphis. Naast de studie van documenten in de tempelbibliotheek en de monumenten in de stad zelf, die voornamelijk dateerden uit de periode van het Oude Rijk, toen Memphis de hoofdstad was, hoorde bij de stad ook een uitgestrekte necropool, waar onder andere de topsites Saqqara en Gizeh, in de tijd van Chaemwase al toeristische trekpleisters, bijhoorden.
In Saqqara waren een groot deel van de monumenten, gebouwd ten tijde van de Trappenpiramide, in verval geraakt en bedekt door het woestijnzand. Hij organiseerde een grootschalig restauratieprogramma van de tempels en tombes. Na afwerking werd op de tombes een inscriptie aangebracht met de naam van de oorspronkelijke opdrachtgever, de huidige farao (Ramses II) en een korte beschrijving van de veranderingen gedaan door Chaemwase.

In Gizeh liet hij ook restauraties uitvoeren, voornamelijk aan de Grote Piramide van Cheops, daarnaast werden er ook enkele opgravingen uitgevoerd, waarbij onder andere een beeld van de zoon van farao Choefoe of Cheops, Kaoeab, werd opgegraven. Deze en andere vondsten werden in een kapel geplaatst, dat diende als een soort museum voor zijn artefacten.
Hoewel Chaemwase beschouwd wordt als de eerste egyptoloog, was hij niet de eerste die onderzoek deed in het Oude Egypte. Farao Thoetmosis IV groef al in 1402 v.Chr. de Sfinx in Gizeh op en farao Amenhotep III restaureerde een aantal sites en was een verzamelaar van oudheden.

## Galerij

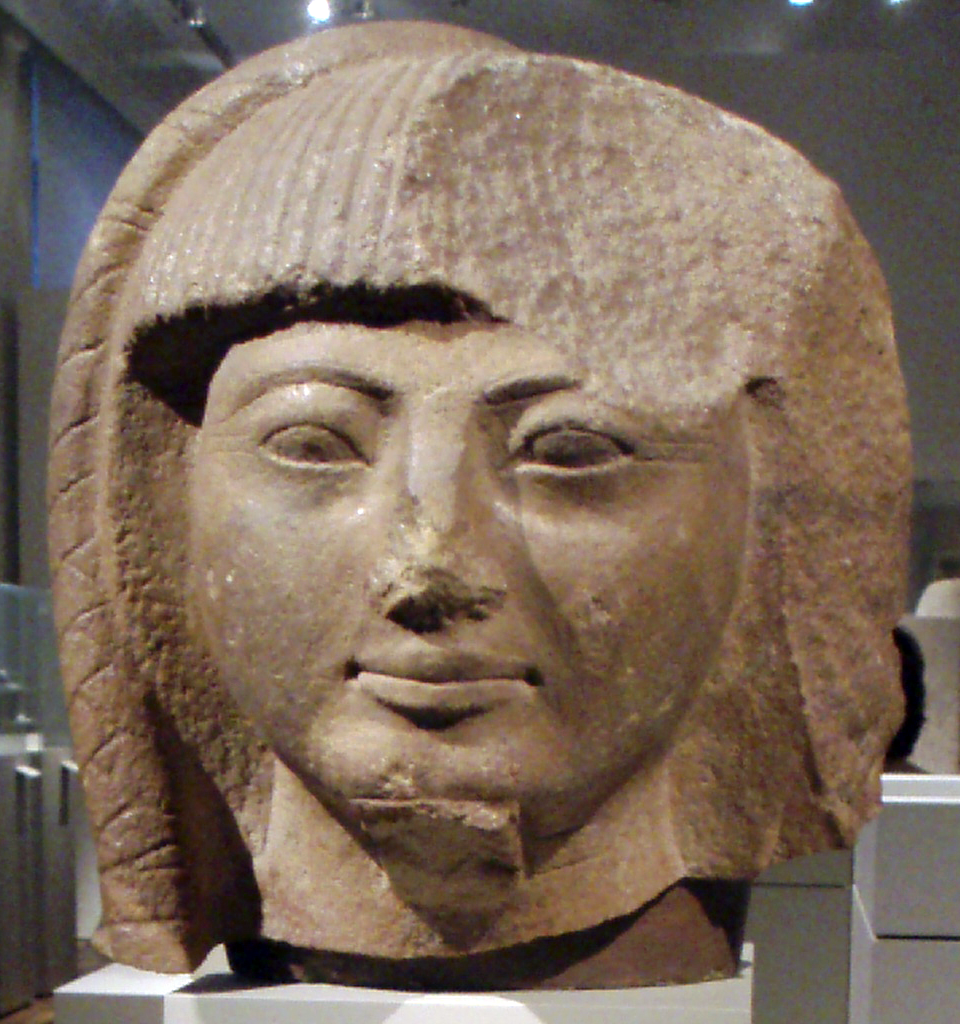
Buste van Chaemwase, Altes Museum, Berlijn
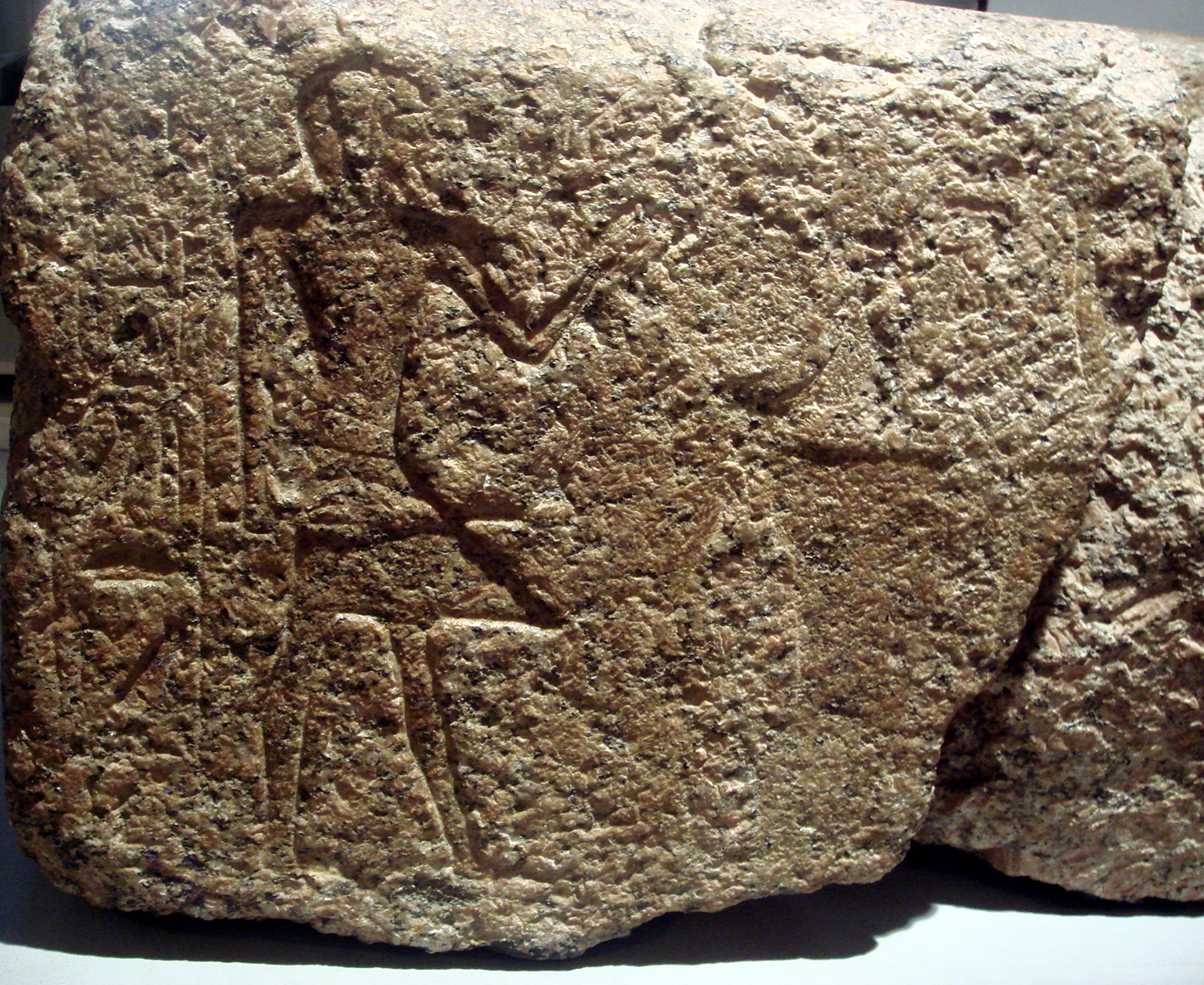
Chaemwaset als priester
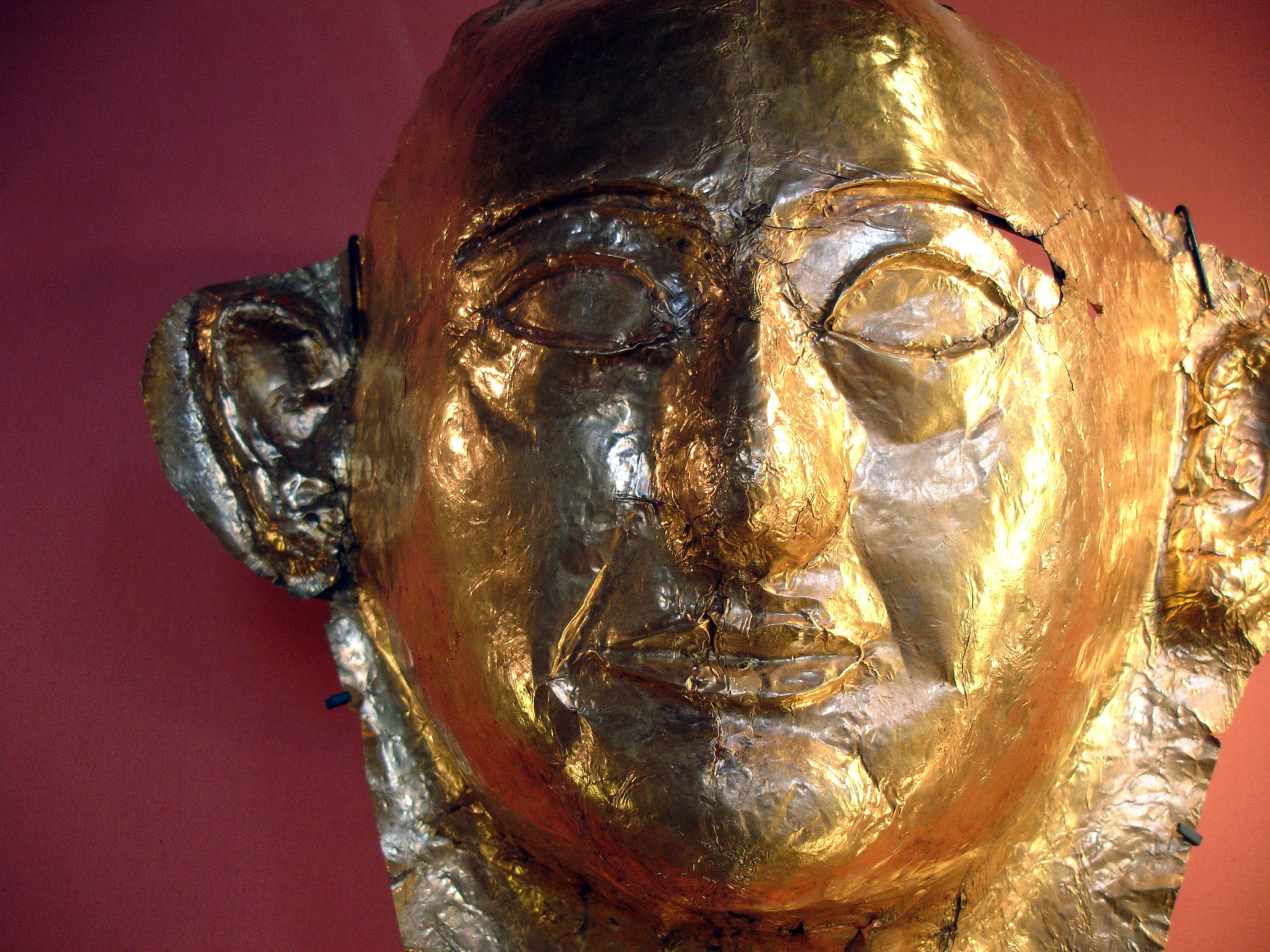
Masker van Chaemwaset
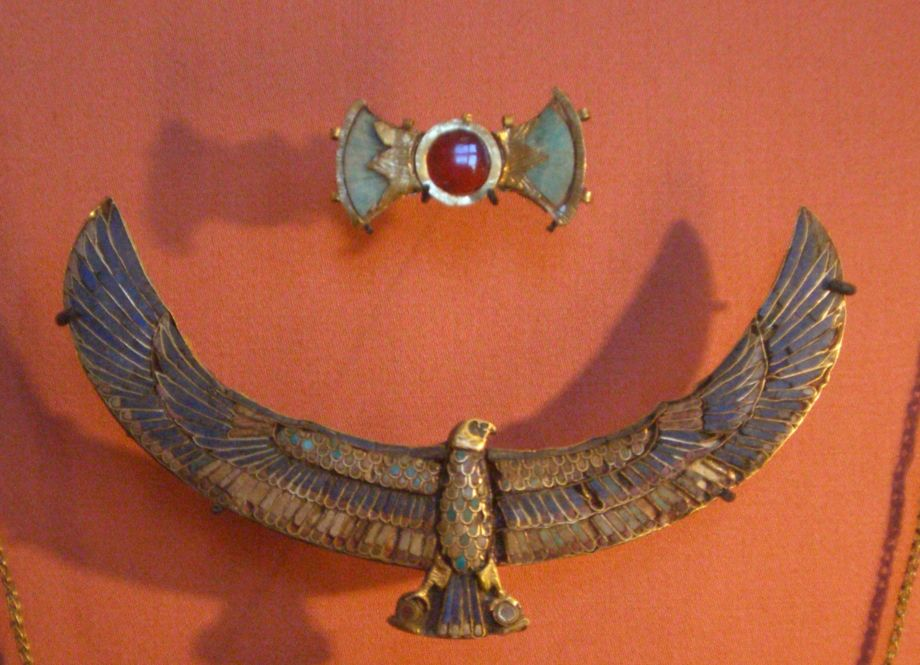
Juwelen van Chaemwaset